# A People’s Tragedy
A People’s Tragedy: The Russian Revolution, 1891—1924 («Трагедия одного народа: Русская революция, 1891—1924») — книга британского историка Орландо Файджеса о русской революции и предшествующей четверти века. Книга была написана между 1989 и 1996 годами и опубликована в 1996 году. В 2017 году переиздана к столетнему юбилею революции.

## Подход
Книга охватывает российскую историю от голода 1891—1892 годов, в котором Файджес видит начало окончательного кризиса Российской империи, до смерти Ленина в 1924 году, когда «основные элементы сталинского режима — однопартийное государство, система террора и культ личности — были на месте». По словам Файджеса, «весь 1917 год можно рассматривать как политическую битву между теми, кто видел в революции средство прекращения войны, и теми, кто видел в войне средство прекращения революции».
Файджес описывает как царское, так и большевистское правительства как жестокие, неэффективные и недемократические. В частности, в первой трети книги, посвященной дореволюционному кризису, он стремится одинаково критически относиться к партийным представлениям о политических левых и правых, существовавших до 1989 года. С одной стороны, он отвергает левую интерпретацию революции как неизбежного триумфа рабочего класса, с другой — признает протофашизм царской реакции. Среди главных героев книги разочаровавшийся гуманист Максим Горький и первый лидер Временного правительства Георгий Львов, как утверждается, представляют позиции, разделяемые автором книги, в частности, в отношении устойчивых пороков русского крестьянина и политического применение насилия.
Как следует из названия книги, Файджес дает безоговорочно негативную оценку революции из-за ее предполагаемой неспособности преодолеть социальное неравенство царской эпохи и ее очевидной непопулярности, выразившейся в различных восстаниях против большевиков к 1921 году. Он показывает русский народ в его неистовом стремлении к справедливости одновременно как жертву и соучастника трагических событий и объясняет: «Трагедия русской революции заключалась в том, что народ был слишком слаб политически, чтобы повлиять на результат» (с. 588). Доминирующая окраска повествования описывается как «темная, порой совершенно черная» , а неспособность русского народа к самоуправлению объясняется его глубоко укоренившимсяполитическим и культурным наследием, которое, как считает Файджес, продвигает фаталистическую философию истории.
В то время как первая книга Файджеса использовала архивные источники, чтобы дать структурный анализ российского крестьянского общества с помощью количественного метода, «A People’s Tragedy» сознательно отходит от этого подхода и ставит на первое место личные воспоминания участников. Он синтезирует политическую историю и социальную историю 1970—1980-х годов, стремясь примирить обе школы с собственными архивными находками о крестьянской общине.

## Оценки
Книга получила историческую премию Вольфсона, литературную премию У. Х. Смита, финальную книжную премию NCR, книжную премию Лонгмана/History Today и книжную премию Los Angeles Times. В 2008 году литературное приложение к «Таймс» включило «A People’s Tragedy» в число «сотни самых влиятельных книг со времен войны».